# Jardins botanique et zoologique de Hong Kong
Les Jardins botanique et zoologique de Hong Kong sont situés sur le versant nord du Pic Victoria à Hong Kong, région administrative spéciale de la République populaire de Chine. 
Avec un point de vue allant de 62 mètres en dessous du niveau de la mer et jusqu'à 100 mètres d'altitude. Ce parc s'étend sur une zone de 5,6 hectares dans le secteur des Mid-Levels. Ouvert officiellement en 1871, son premier stade fut accessible au public dès 1864. De même que le Parc de Hong Kong, les jardins botanique et zoologique de Hong Kong fournissent un environnement et une atmosphère naturels dans le Central District.
La partie jardin abrite environ 1000 espèces de plantes. Le parc zoologique comprend environ 400 oiseaux de différentes espèces, 70 mammifères et 50 reptiles dans ses 40 enclos. Parmi les espèces présentées, il est possible d'observer l'orang-outan de Bornéo, le suricate, le tamarin-lion doré, le calao à casque jaune et l'alligator de Chine.